# Mieczysław Jaskierski

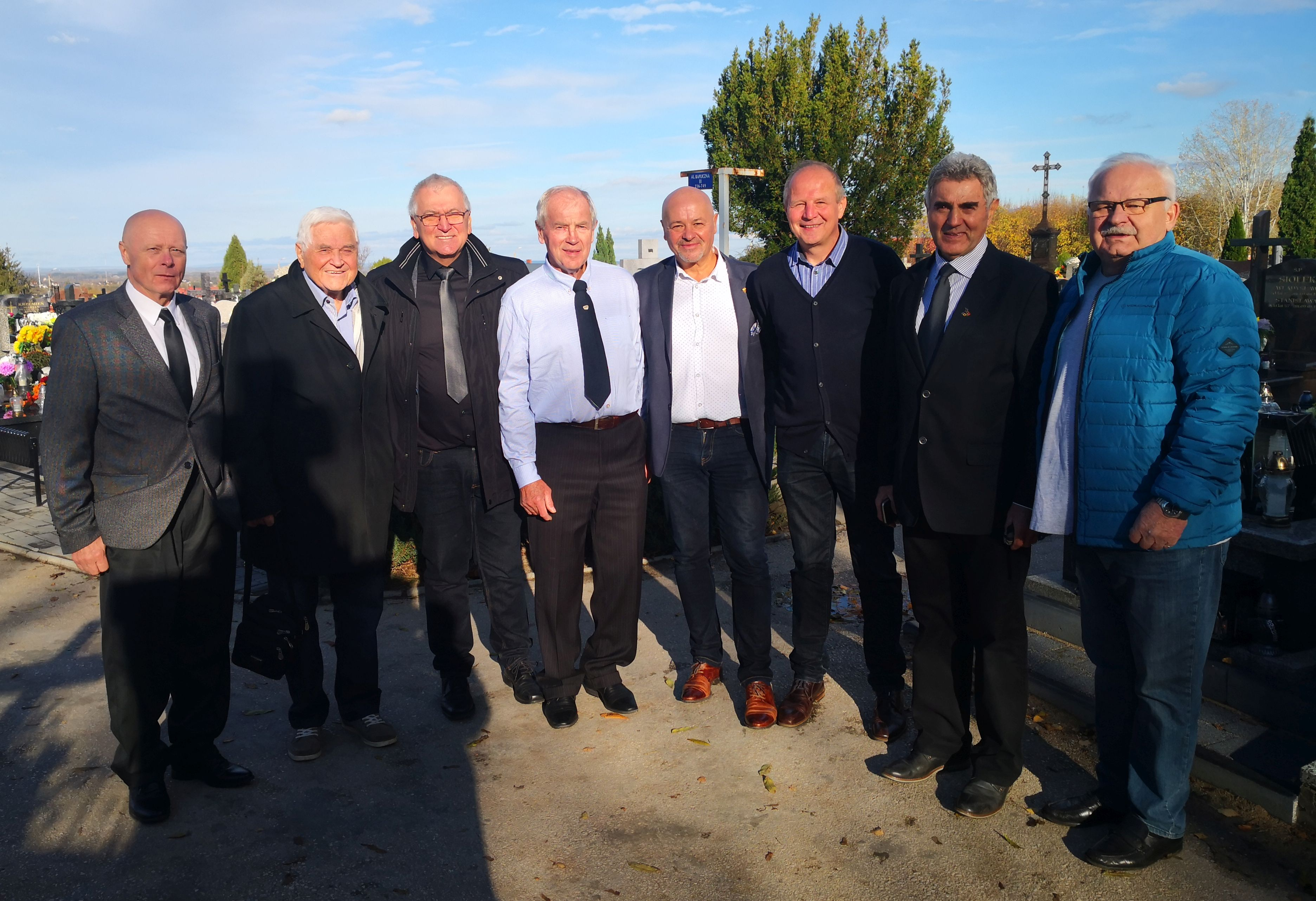
Marek Marcińczak, Leszek Lejczyk, Henryk Gruth, Mieczysław Jaskierski, Gabriel Samolej, Jacek Szopiński, Józef Batkiewicz i Mieczysław Nahuńko (w kolejności od lewej do prawej) uczestniczyli w ostatnim pożegnaniu hokeisty i trenera Jerzego Mruka na cmentarzu w Busku-Zdroju 4 listopada 2023 r.

Mieczysław Stanisław Jaskierski (ur. 17 grudnia 1950 w Nowym Targu) – polski hokeista, olimpijczyk.
Wychowanek Podhala Nowy Targ. W drużynie tej występował w latach 1965–1971 oraz 1974–1982. W sezonach 1970–1972 reprezentował barwy stołecznej Legii. W 1981 wyjechał do Austrii, gdzie przez pięć lat grał w drużynie z Zell am See.
Z Podhalem dziewięciokrotnie zdobywał mistrzostwo Polski i trzykrotnie wicemistrzostwo. W 480 meczach ligowych strzelił 309 bramek. Wraz ze Stefanem Chowańcem i Walentym Ziętarą stworzyli jedną z najskuteczniejszych formacji ofensywnych w historii nowotarskiego hokeja.
Dwukrotnie był najlepszym strzelcem drużyny nowotarskiej w lidze: 1975 - 36 goli, 1978 - 28.
W trakcie sezonu 1971/1972 decyzją klubu WKS Legia, podtrzymaną przez PZHL 15 stycznia 1972, został dyscyplinarnie zawieszony jako zawodnik za czyny niegodne sportowca (prócz niego także Bogdan Migacz, Czesław Ruchała, Andrzej Słowakiewicz).
W reprezentacji Polski w latach 1969–1981 rozegrał 137 spotkań, strzelając 59 bramek. Grał na Igrzyskach Zimowych w 1976 w Innsbrucku oraz na 9 turniejach o mistrzostwo świata. Na zorganizowanych w Katowicach MŚ 1976 był najskuteczniejszym zawodnikiem polskiej kadry (9 punktów za 5 goli i 4 asysty).
Po zakończeniu kariery zawodniczej zajął się pracą trenerską.